# RAL (kleursysteem)

Logo

RAL is een coderingssysteem om kleuren te definiëren. Het systeem is in 1927 in Duitsland ontwikkeld; RAL staat voor ReichsAusschuss für Lieferbedingungen. De standaard wordt beheerd door het Deutsches Institut für Gütesicherung und Kennzeichnung e.V.
Er zijn drie RAL-coderingssystemen. Het cijferpatroon geeft eenduidig aan welk van de drie het betreft:
- RAL 1012 Citroengeel: RAL Classic - 4 cijfers met unieke kleurnaam.
- RAL 210 60 30: RAL Design - 7 cijfers, geen vaste naam.
- RAL Effect:[1] 490 kleuren in 8 series, 3 getallen met een M. bijv. RAL Effect 810-M
- RAL Digital: RAL Digital - Digitale, op beeldscherm beschikbare RAL-kleurenlijsten, met benaderingen voor mengverhoudingen in kleurcoderingen RGB, CMYK, HSV, Lab en Hexadecimaal.

Verder heeft RAL een uitgebreid kleurreferentiesysteem voor plastics. 300 panelen van een selectie van uit RAL Classic kleuren als de RAL designplus systeem. 

## RAL Classic
Deze lijst bestaat uit 216 kleuren. In 1927 werd dit systeem geïntroduceerd, toen nog met 40 kleuren. In beginsel zijn het verfkleuren. De kleuren werden fysiek vastgelegd en met laboratorium-zorgvuldigheid gereproduceerd. Het systeem is een aantal keer vernieuwd en aangevuld. Op de internationale meubelbeurs imm Cologne in Keulen van 13 tot 19 januari 2020 werden twee nieuwe kleuren gepresenteerd: RAL 2017 RAL Orange en RAL 9012 Reinraumweiss/Clean Room White.
Een bepaald kleurnummer heeft een unieke kleurnaam (dat wil zeggen uniek in deze lijst) en is vertaald in 6 talen (Duits, Engels, Frans, Spaans, Italiaans, Nederlands). Bijvoorbeeld:

RAL 1012 Zitronengelb / Lemon yellow / Jaune citron / Amarillo limón / Giallo limone / Citroengeel.
Deze kleurdefinities zijn standaard geworden in industrie, bouw en verkeersveiligheid.
Het eerste cijfer heeft betrekking op een bepaalde kleurtint:
- RAL 1xxx (geel): RAL 1000 groenbeige - RAL 1037 zonnegeel (40 kleuren)
- RAL 2xxx (oranje): RAL 2000 geeloranje - RAL 2013 parelmoeroranje (14 kleuren)
- RAL 3xxx (rood): RAL 3000 vuurrood - RAL 3033 parelmoerlichtrood (34 kleuren)
- RAL 4xxx (violet): RAL 4001 roodlila - RAL 4012 parelmoerlichtviolet (12 kleuren)
- RAL 5xxx (blauw): RAL 5000 paarsblauw - RAL 5026 parelmoernachtblauw (25 kleuren)
- RAL 6xxx (groen): RAL 6000 patinagroen - RAL 6038 briljantgroen (38 kleuren)
- RAL 7xxx (grijs): RAL 7000 pelsgrijs - RAL 7048 parelmoermuisgrijs (38 kleuren)
- RAL 8xxx (bruin): RAL 8000 groenbruin - RAL 8029 parelmoerkoper (20 kleuren)
- RAL 9xxx (wit/zwart): RAL 9001 crèmewit - RAL 9023 parelmoerdonkergrijs (14 kleuren)

### Geel- en beigetinten
De kleuren in de onderstaande tabel worden op iedere monitor anders weergegeven en zijn een globale indicatie van de werkelijke RAL-kleur.
Selecteer de kleur van uw keuze altijd aan de hand van een officiële RAL kleurenwaaier.
| Nummer   | Kleurstaal | Naam               | Beschrijving, veelgebruikte voorbeelden               |
| -------- | ---------- | ------------------ | ----------------------------------------------------- |
| RAL 1000 |            | Groenbeige         |                                                       |
| RAL 1001 |            | Beige              |                                                       |
| RAL 1002 |            | Zandgeel           |                                                       |
| RAL 1003 |            | Signaalgeel        |                                                       |
| RAL 1004 |            | Goudgeel           |                                                       |
| RAL 1005 |            | Honinggeel         |                                                       |
| RAL 1006 |            | Maisgeel           |                                                       |
| RAL 1007 |            | Narcissengeel      |                                                       |
| RAL 1011 |            | Bruinbeige         |                                                       |
| RAL 1012 |            | Citroengeel        |                                                       |
| RAL 1013 |            | Parelwit           |                                                       |
| RAL 1014 |            | Ivoorkleurig       |                                                       |
| RAL 1015 |            | Licht ivoorkleurig |                                                       |
| RAL 1016 |            | Zwavelgeel         | De gele kleur van Nederlandse en Belgische ambulances |
| RAL 1017 |            | Saffraangeel       |                                                       |
| RAL 1018 |            | Zinkgeel           |                                                       |
| RAL 1019 |            | Grijsbeige         |                                                       |
| RAL 1020 |            | Olijfgeel          |                                                       |
| RAL 1021 |            | Koolzaadgeel       |                                                       |
| RAL 1023 |            | Verkeersgeel       |                                                       |
| RAL 1024 |            | Okergeel           |                                                       |
| RAL 1026 |            | Briljantgeel       |                                                       |
| RAL 1027 |            | Kerriegeel         |                                                       |
| RAL 1028 |            | Meloengeel         |                                                       |
| RAL 1032 |            | Bremgeel           |                                                       |
| RAL 1033 |            | Dahliageel         |                                                       |
| RAL 1034 |            | Pastelgeel         |                                                       |
| RAL 1035 |            | Parelmoer grijs    |                                                       |
| RAL 1036 |            | Parelmoer goud     |                                                       |
| RAL 1037 |            | Zonnegeel          |                                                       |

### Oranjetinten
De kleuren in de onderstaande tabel worden op iedere monitor anders weergegeven en zijn een globale indicatie van de werkelijke RAL-kleur.
Selecteer de kleur van uw keuze altijd aan de hand van een officiële RAL kleurenwaaier.
| Nummer   | Kleurstaal | Naam                 | Beschrijving, veelgebruikte voorbeelden                         |
| -------- | ---------- | -------------------- | --------------------------------------------------------------- |
| RAL 2000 |            | Geeloranje           |                                                                 |
| RAL 2001 |            | Roodoranje           |                                                                 |
| RAL 2002 |            | Vermiljoen           |                                                                 |
| RAL 2003 |            | Pasteloranje         |                                                                 |
| RAL 2004 |            | Zuiver oranje        |                                                                 |
| RAL 2005 |            | Briljantoranje       |                                                                 |
| RAL 2007 |            | Briljant lichtoranje |                                                                 |
| RAL 2008 |            | Licht roodoranje     |                                                                 |
| RAL 2009 |            | Verkeersoranje       | De oranje kleur van voertuigen van Nederlandse reddingsbrigades |
| RAL 2010 |            | Signaaloranje        |                                                                 |
| RAL 2011 |            | Dieporanje           |                                                                 |
| RAL 2012 |            | Zalmoranje           |                                                                 |
| RAL 2013 |            | Parelmoer oranje     |                                                                 |
| RAL 2017 |            | RAL oranje           | toegevoegd in 2020                                              |

### Roodtinten
De kleuren in de onderstaande tabel worden op iedere monitor anders weergegeven en zijn een globale indicatie van de werkelijke RAL-kleur.
Selecteer de kleur van uw keuze altijd aan de hand van een officiële RAL kleurenwaaier.
| Nummer   | Kleurstaal | Naam                 | Beschrijving, veelgebruikte voorbeelden                                                                     |
| -------- | ---------- | -------------------- | --- |
| RAL 3000 |            | Vuurrood             | De rode kleur van Nederlandse brandweerwagens                                                               |
| RAL 3001 |            | Signaalrood          | De kleur van brandblussers                                                                                  |
| RAL 3002 |            | Karmijnrood          | |
| RAL 3003 |            | Robijnrood           | De kleur van de olympische toren in London; de kleur van de letters en cijfers op de Belgische nummerplaat. |
| RAL 3004 |            | Purperrood           | |
| RAL 3005 |            | Wijnrood             | |
| RAL 3007 |            | Zwartrood            | |
| RAL 3009 |            | Oxiderood            | |
| RAL 3011 |            | Bruinrood            | |
| RAL 3012 |            | Beigerood            | |
| RAL 3013 |            | Tomaatrood           | |
| RAL 3014 |            | Oudroze              | |
| RAL 3015 |            | Lichtroze            | |
| RAL 3016 |            | Koraalrood           | |
| RAL 3017 |            | Bleekrood            | |
| RAL 3018 |            | Aardbeirood          | |
| RAL 3020 |            | Verkeersrood         | De rode kleur op verkeersborden; de rode kleur van Belgische brandweerwagens                                |
| RAL 3022 |            | Zalmrood             | |
| RAL 3024 |            | Briljantrood         | |
| RAL 3026 |            | Briljant lichtrood   | Rood van Royal Mail, het postbedrijf van Groot-Brittannië                                                   |
| RAL 3027 |            | Framboosrood         | |
| RAL 3028 |            | Zuiverrood           | |
| RAL 3031 |            | Oriëntrood           | |
| RAL 3032 |            | Parelmoer donkerrood | |
| RAL 3033 |            | Parelmoer lichtrood  | |

### Violettinten
De kleuren in de onderstaande tabel worden op iedere monitor anders weergegeven en zijn een globale indicatie van de werkelijke RAL-kleur.
Selecteer de kleur van uw keuze altijd aan de hand van een officiële RAL kleurenwaaier.
| Nummer   | Kleurstaal | Naam                   | Beschrijving, veelgebruikte voorbeelden |
| -------- | ---------- | ---------------------- | --------------------------------------- |
| RAL 4001 |            | Roodlila               |                                         |
| RAL 4002 |            | Roodpaars              |                                         |
| RAL 4003 |            | Heidepaars             |                                         |
| RAL 4004 |            | Bordeauxpaars          |                                         |
| RAL 4005 |            | Blauwlila              |                                         |
| RAL 4006 |            | Verkeerspurper         |                                         |
| RAL 4007 |            | Purperviolet           |                                         |
| RAL 4008 |            | Signaalviolet          |                                         |
| RAL 4009 |            | Pastelviolet           |                                         |
| RAL 4010 |            | Telemagenta            | Huiskleur van Deutsche Telekom AG       |
| RAL 4011 |            | Parelmoer donkerviolet |                                         |
| RAL 4012 |            | Parelmoer lichtviolet  |                                         |

### Blauwtinten
De kleuren in de onderstaande tabel worden op iedere monitor anders weergegeven en zijn een globale indicatie van de werkelijke RAL-kleur.
Selecteer de kleur van uw keuze altijd aan de hand van een officiële RAL kleurenwaaier.
| Nummer   | Kleurstaal | Naam                 | Beschrijving, veelgebruikte voorbeelden |
| -------- | ---------- | -------------------- | --------------------------------------- |
| RAL 5000 |            | Paarsblauw           |                                         |
| RAL 5001 |            | Groenblauw           |                                         |
| RAL 5002 |            | Ultramarijn blauw    |                                         |
| RAL 5003 |            | Saffierblauw         |                                         |
| RAL 5004 |            | Zwartblauw           |                                         |
| RAL 5005 |            | Signaalblauw         |                                         |
| RAL 5007 |            | Briljantblauw        |                                         |
| RAL 5008 |            | Grijsblauw           |                                         |
| RAL 5009 |            | Azuurblauw           |                                         |
| RAL 5010 |            | Gentiaanblauw        |                                         |
| RAL 5011 |            | Staalblauw           |                                         |
| RAL 5012 |            | Lichtblauw           |                                         |
| RAL 5013 |            | Kobaltblauw          |                                         |
| RAL 5014 |            | Duifblauw            |                                         |
| RAL 5015 |            | Hemelsblauw          |                                         |
| RAL 5017 |            | Verkeersblauw        | De blauwe kleur van verkeersborden      |
| RAL 5018 |            | Turkooisblauw        |                                         |
| RAL 5019 |            | Capriblauw           |                                         |
| RAL 5020 |            | Oceaanblauw          |                                         |
| RAL 5021 |            | Waterblauw           |                                         |
| RAL 5022 |            | Nachtblauw           | Het donkerblauw van Lufthansa           |
| RAL 5023 |            | Verblauw             |                                         |
| RAL 5024 |            | Pastelblauw          |                                         |
| RAL 5025 |            | Parelmoer blauw      |                                         |
| RAL 5026 |            | Parelmoer nachtblauw |                                         |

### Groentinten
De kleuren in de onderstaande tabel worden op iedere monitor anders weergegeven en zijn een globale indicatie van de werkelijke RAL-kleur.
Selecteer de kleur van uw keuze altijd aan de hand van een officiële RAL kleurenwaaier.
| Nummer   | Kleurstaal | Naam                  | Beschrijving, veelgebruikte voorbeelden |
| -------- | ---------- | --------------------- | --------------------------------------- |
| RAL 6000 |            | Patinagroen           |                                         |
| RAL 6001 |            | Smaragdgroen          |                                         |
| RAL 6002 |            | Loofgroen             | Bordjes van nooduitgangen               |
| RAL 6003 |            | Olijfgroen            |                                         |
| RAL 6004 |            | Blauwgroen            |                                         |
| RAL 6005 |            | Mosgroen              |                                         |
| RAL 6006 |            | Grijs olijfgroen      |                                         |
| RAL 6007 |            | Flessengroen          |                                         |
| RAL 6008 |            | Bruingroen            |                                         |
| RAL 6009 |            | Dennengroen           |                                         |
| RAL 6010 |            | Grasgroen             |                                         |
| RAL 6011 |            | Resedagroen           | Standaard machine-groen                 |
| RAL 6012 |            | Zwartgroen            |                                         |
| RAL 6013 |            | Rietgroen             |                                         |
| RAL 6014 |            | Geel olijfgroen       |                                         |
| RAL 6015 |            | Zwart olijfgroen      |                                         |
| RAL 6016 |            | Turkooisgroen         |                                         |
| RAL 6017 |            | Meigroen              |                                         |
| RAL 6018 |            | Geelgroen             |                                         |
| RAL 6019 |            | Witgroen              |                                         |
| RAL 6020 |            | Chroomoxidegroen      |                                         |
| RAL 6021 |            | Bleekgroen            |                                         |
| RAL 6022 |            | Bruin olijfgroen      |                                         |
| RAL 6024 |            | Verkeersgroen         |                                         |
| RAL 6025 |            | Varengroen            |                                         |
| RAL 6026 |            | Opaalgroen            |                                         |
| RAL 6027 |            | Lichtgroen            |                                         |
| RAL 6028 |            | Pijnboomgroen         |                                         |
| RAL 6029 |            | Mintgroen             |                                         |
| RAL 6032 |            | Signaalgroen          |                                         |
| RAL 6033 |            | Mintturquoise         |                                         |
| RAL 6034 |            | Pastelturquoise       |                                         |
| RAL 6035 |            | Parelmoer donkergroen |                                         |
| RAL 6036 |            | Parelmoer lichtgroen  |                                         |
| RAL 6037 |            | Zuiver groen          |                                         |
| RAL 6038 |            | Briljantgroen         |                                         |
| RAL 6039 |            | Fibergroen            |                                         |

### Grijstinten
De kleuren in de onderstaande tabel worden op iedere monitor anders weergegeven en zijn een globale indicatie van de werkelijke RAL-kleur.
Selecteer de kleur van uw keuze altijd aan de hand van een officiële RAL kleurenwaaier.
| Nummer   | Kleurstaal | Naam                | Beschrijving, veelgebruikte voorbeelden |
| -------- | ---------- | ------------------- | --------------------------------------- |
| RAL 7000 |            | Pelsgrijs           |                                         |
| RAL 7001 |            | Zilvergrijs         |                                         |
| RAL 7002 |            | Olijfgrijs          |                                         |
| RAL 7003 |            | Mosgrijs            |                                         |
| RAL 7004 |            | Signaalgrijs        |                                         |
| RAL 7005 |            | Muisgrijs           |                                         |
| RAL 7006 |            | Beigegrijs          |                                         |
| RAL 7008 |            | Kakigrijs           |                                         |
| RAL 7009 |            | Groengrijs          |                                         |
| RAL 7010 |            | Zeildoekgrijs       |                                         |
| RAL 7011 |            | IJzergrijs          |                                         |
| RAL 7012 |            | Bazaltgrijs         |                                         |
| RAL 7013 |            | Bruingrijs          |                                         |
| RAL 7015 |            | Leigrijs            |                                         |
| RAL 7016 |            | Antracietgrijs      |                                         |
| RAL 7021 |            | Zwartgrijs          |                                         |
| RAL 7022 |            | Ombergrijs          |                                         |
| RAL 7023 |            | Betongrijs          |                                         |
| RAL 7024 |            | Grafietgrijs        |                                         |
| RAL 7026 |            | Granietgrijs        |                                         |
| RAL 7030 |            | Steengrijs          |                                         |
| RAL 7031 |            | Blauwgrijs          |                                         |
| RAL 7032 |            | Kiezelgrijs         | Elektriciteitskasten en flitspalen.     |
| RAL 7033 |            | Cementgrijs         |                                         |
| RAL 7034 |            | Geelgrijs           |                                         |
| RAL 7035 |            | Lichtgrijs          | Elektriciteitskasten                    |
| RAL 7036 |            | Platinagrijs        |                                         |
| RAL 7037 |            | Stofgrijs           |                                         |
| RAL 7038 |            | Agaatgrijs          |                                         |
| RAL 7039 |            | Kwartsgrijs         |                                         |
| RAL 7040 |            | Venstergrijs        |                                         |
| RAL 7042 |            | Verkeersgrijs A     |                                         |
| RAL 7043 |            | Verkeersgrijs B     |                                         |
| RAL 7044 |            | Zijdegrijs          |                                         |
| RAL 7045 |            | Telegrijs 1         |                                         |
| RAL 7046 |            | Telegrijs 2         |                                         |
| RAL 7047 |            | Telegrijs 4         |                                         |
| RAL 7048 |            | Parelmoer muisgrijs |                                         |

### Bruintinten
De kleuren in de onderstaande tabel worden op iedere monitor anders weergegeven en zijn een globale indicatie van de werkelijke RAL-kleur.
Selecteer de kleur van uw keuze altijd aan de hand van een officiële RAL kleurenwaaier.
| Nummer   | Kleurstaal | Naam            | Beschrijving, veelgebruikte voorbeelden |
| -------- | ---------- | --------------- | --------------------------------------- |
| RAL 8000 |            | Groenbruin      |                                         |
| RAL 8001 |            | Okerbruin       |                                         |
| RAL 8002 |            | Signaalbruin    |                                         |
| RAL 8003 |            | Leembruin       |                                         |
| RAL 8004 |            | Koperbruin      |                                         |
| RAL 8007 |            | Reebruin        |                                         |
| RAL 8008 |            | Olijfbruin      |                                         |
| RAL 8011 |            | Notenbruin      |                                         |
| RAL 8012 |            | Roodbruin       |                                         |
| RAL 8014 |            | Sepiabruin      |                                         |
| RAL 8015 |            | Kastanjebruin   |                                         |
| RAL 8016 |            | Mahoniebruin    |                                         |
| RAL 8017 |            | Chocoladebruin  |                                         |
| RAL 8019 |            | Grijsbruin      |                                         |
| RAL 8022 |            | Zwartbruin      |                                         |
| RAL 8023 |            | Oranjebruin     |                                         |
| RAL 8024 |            | Beigebruin      |                                         |
| RAL 8025 |            | Bleekbruin      |                                         |
| RAL 8028 |            | Terrabruin      |                                         |
| RAL 8029 |            | Parelmoer koper |                                         |

### Wit- en zwarttinten
De kleuren in de onderstaande tabel worden op iedere monitor anders weergegeven en zijn een globale indicatie van de werkelijke RAL-kleur.
Selecteer de kleur van uw keuze altijd aan de hand van een officiële RAL kleurenwaaier.
| Nummer   | Kleurstaal | Naam                           | Beschrijving, veelgebruikte voorbeelden                                       |
| -------- | ---------- | ------------------------------ | ----------------------------------------------------------------------------- |
| RAL 9001 |            | Crèmewit                       | Een standaard gebroken wit dat veel in de bouw wordt toegepast (vb. kozijnen) |
| RAL 9002 |            | Grijswit                       |                                                                               |
| RAL 9003 |            | Signaalwit                     | De witte kleur van Nederlandse politievoertuigen                              |
| RAL 9004 |            | Signaalzwart                   |                                                                               |
| RAL 9005 |            | Gitzwart                       |                                                                               |
| RAL 9006 |            | Blank aluminiumkleurig         |                                                                               |
| RAL 9007 |            | Grijs aluminiumkleurig         |                                                                               |
| RAL 9010 |            | Zuiver wit (Reinwit)           | De witte kleur van de Nederlandse vlag                                        |
| RAL 9011 |            | Grafietzwart                   |                                                                               |
| RAL 9012 |            | Reinraumweiss/Clean Room White | toegevoegd in 2020                                                            |
| RAL 9016 |            | Verkeerswit                    |                                                                               |
| RAL 9017 |            | Verkeerszwart                  |                                                                               |
| RAL 9018 |            | Papyruswit                     |                                                                               |
| RAL 9022 |            | Parelmoer lichtgrijs           |                                                                               |
| RAL 9023 |            | Parelmoer donkergrijs          |                                                                               |

## RAL Design plus
Voor ontwerp is een groter kleurenpalet gewenst dan de 216 Classics. Die worden gedefinieerd in RAL Design plus door een kleur in drie kwantitatieve kenmerken vast te leggen: 'kleurtoon, verzadiging en lichtheid'.  Het begrip tint kan zowel nuance van een kleur betekenen als kleurtoon. Nuance is verzamelnaam voor verzadiging en lichtheid.
- Kleurtoon (Engels: hue) in drie cijfers, er zijn 40 verschillende RAL-kleurtonen gedefinieerd. De kleurtoon is wat het meest op een gewone 'kleur' lijkt, als een punt op de regenboog. De kleurtoon wordt bepaald door het aantal graden in de cirkel. Bijvoorbeeld 090 is geel, 010 is rood etc.
- Verzadiging (Engels: chromaticity): 2 cijfers, een percentage.
- Lichtheid (Engels: value; of lightness): 2 cijfers, een percentage.

Niet alle mogelijke combinaties zijn relevant voor het menselijk oog en zijn dus niet opgenomen in de lijst. Een getal als '58' (in plaats van de regelmatige 60) geeft aan dat een hoger percentage niet in de lijst staat. Het RAL designplus zijn 1850 kleuren vastgelegd.
Het RAL Design plus is de tegenhanger van het Natural Colour System in Europa.

## RAL Effect
De kleurencollectie RAL EFFECT is bedoelt een breder scala aan designkleuren aan te bieden voor ontwerpers. RAL EFFECT omvat 420 uni kleuren en 70 metallic kleuren.  Dit betekent dat er 490 tinten in de kleurencollectie verdeeld over 8 kleurgroepen. de kleur wordt aangeduid met drie cijfers, waarbij de metallic kleur de toevoeging -M heeft.
RAL EFFECT is de eerste kleurencollectie van RAL die gebaseerd is op een water gebaseerd coatingsysteem. Met de lancering  als de eerste kleurenkaart op waterbasis in 2007, zette RAL nieuwe normen voor de milieuvriendelijke productie van kleurenwaaiers en kleurstalen. 

## RAL Digital
Van alle RAL collecties zijn er digitale bibliotheken voor beeldbewerkingprogramma's. Deze bibliotheken vertalen de kleuren naar de RGB en CMYK waarden voor beeldscherm en drukwerk.